# إبراهيم حوت بازار
إبراهيم حوت بازار (بالفارسية: ابراهیم حوت بازار) هي قرية تقع في منطقة بولان في إيران. يقدر عدد سكانها بـ 497 نسمة بحسب إحصاء 2016.